# Paolo Barison
Paolo Barison (Vittorio Veneto, 1936. június 23. – Andora, 1979. április 17.) válogatott olasz labdarúgó, csatár, edző.

## Pályafutása

### Klubcsapatban
1954 és 1957 között a Venezia, 1957 és 1960 között a Genoa, 1960 és 1963 között az AC Milan labdarúgója volt. Az 1961–62-es idényben bajnokságot nyert a milánói együttessel. 1963 és 1965 között a Sampdoria, 1965 és 1967 között az AS Roma, 1967 és 1970 között az SSC Napoli csapataiban szerepelt. 1970-71-ben a Ternana, 1971-72-ben a Bellaria, 1972-ben a kanadai Toronto Metros labdarúgója volt.

### A válogatottban
1958 és 1966 között kilenc alkalommal szerepelt az olasz válogatottban és hat gólt szerzett. Tagja volt az 1966-os angliai világbajnokságon részt vevő csapatnak.

### Edzőként
1976-ban az AC Milan vezetőedzője volt.

## Sikerei, díjai
AC Milan
- Olasz bajnokság (Serie A)
  - bajnok: 1961–62